# ビートたけしのガチバトル
『ビートたけしのガチバトル』とは、TBS系列で放送されていた毎日放送制作の年末特別番組である。ビートたけしの冠番組。

## 概要
その年（2010年の第1回は2009年）の世相について、ビートたけしが特に注目する項目を取り上げて、たけしと親交のある有識者、著名人、お笑いタレントを迎え、それらのニュースについて、賛否それぞれの立場から徹底的に対決討論を展開するというものである。
- 第1回　-　『ビートたけしの新春ガチバトル』[1]　2010年1月2日（土） 16:00 - 17:54
  - 亀井静香 VS 竹中平蔵
  - 勝間和代 VS 香山リカ
  - 浜田ブリトニー VS ゾマホン
  - 石破茂 VS 山崎養世

ほか
- 第2回　-　『ビートたけしのガチバトル』　2010年12月29日（水） 21:00 - 23:08

1. 日中関係
2. 死刑制度
3. 検察問題[3]

- 第3回　-　『ビートたけしのガチバトル2011』　2011年12月28日（水） 21:00 - 23:09

1. 放射能汚染は深刻か？深刻でないか？
2. 原発は日本に必要か？不要か？
3. 日本は財政破綻するのか？安泰なのか？[4]

## スタッフ
第3回放送分
- ナレーター：奥田民義、湯浅真由美
- 構成：そーたに、山際良樹、恒川省三
- TD：平野友章
- 撮影：栗林克夫
- 映像：時見正和
- 音声：志村剛
- 照明：田中晴夫
- デザインプロデューサー：ねもとまさ乙
- 美術進行：内藤博之
- 美術協力：CAVIN
- スタジオ：砧スタジオ
- 協力：NPO法人みんなの地球の子どもじゃん
- EED：白根大（スタジオ38）
- MA：山田一宏（スタジオ38）
- 音効：中嶋尊史
- TK：西岡八生子
- リサーチ：村田恭子（ビスポ）
- 編成：山本達也
- 宣伝：中澤陽子
- アシスタントディレクター：池口秀樹、小島夏実
- ディレクター：大貫陽、石田久人、中野健太、島田豊、眞方良忠、山崎博昭
- アシスタントプロデューサー：藤田修平
- 演出：河島正三郎
- 取材プロデューサー：高山裕之
- プロデューサー：福岡元啓、こもだ義邦
- 制作協力：シャッフル
- 製作著作：MBS（毎日放送）